# Peste de Chine
La peste de Chine, dite aussi peste mandchoue, peste de Mandchourie ou peste de Hong Kong, est le nom de la troisième pandémie de peste, la dernière connue. Apparue en Chine au cours du XIXe siècle, elle éclate comme pandémie en 1894 en touchant Hong Kong.
De Hong Kong, la peste essaime, en une dizaine d'années, dans 77 ports d'une centaine de pays sur les cinq continents, faisant près de 15 millions de morts en Asie, surtout en Inde. Puis elle décline à partir des années 1920 pour se terminer officiellement à la fin des années 1950.
L'Europe et l'Amérique du Nord sont relativement peu touchées, mais la pandémie accélère un processus de coopération sanitaire mondiale, de développement de l'hygiène urbaine et portuaire, et de modernisation des systèmes médicaux.
À l'occasion de cette pandémie, la peste s'installe dans de nouveaux foyers enzootiques de rongeurs sauvages en Afrique et aux Amériques. D'autre part, elle coïncide avec l'apparition de la microbiologie qui détermine un premier modèle scientifique de transmission de la peste basé sur une bactérie, le rat et sa puce.
Cette pandémie révèle les inégalités sociales au sein des empires coloniaux qui transforment des sociétés traditionnelles par l'urbanisation, l'industrialisation et le commerce international.
La peste de Chine montre aussi les tensions profondes (politiques, économiques, culturelles…) des sociétés mondialisées. C'est un marqueur historique qui contribue à la formation du monde moderne (XXe siècle et début du XXIe siècle).
Pour la plupart des auteurs, la troisième pandémie de peste serait toujours en cours, car les foyers enzootiques actuels de peste et les épidémies humaines loco-régionales survenues depuis les années 1960 en sont directement issus.

## Déroulement

### Origine
L'origine de la troisième pandémie de peste se situe dans un foyer endémique très ancien, celui de la province du Yunnan dans le sud-ouest de la Chine.
Dès 1772, une première épidémie de peste est signalée à Dali. Le caractère rural de cette région semi-aride, la faible densité humaine et le peu de communications font que la peste reste à l'état endémique, cantonnée dans une zone loco-régionale (cas limités à quelques villes et villages en 1840),,.
En 1855, la région connait d'importants mouvements de troupes et de réfugiés lors des conflits liés à la révolte des Taiping. Une première dissémination de la maladie se produit dans la région du Guangdong, puis la peste apparait à Yunnanfu en 1866, et un an plus tard, elle touche la ville de Pakhoi, au bord de l'océan Pacifique. La peste persiste en Chine, jusqu'à déborder les frontières avec le Tonkin et l'Inde,,.

### Début
En 1894, la peste devient explosive et pandémique, se propageant avec une rapidité surprenante dans une forme d'emblée sévère. Elle touche Canton en mars 1894, avec plus de 60 000 victimes, puis Hong Kong en avril-mai 1894,.

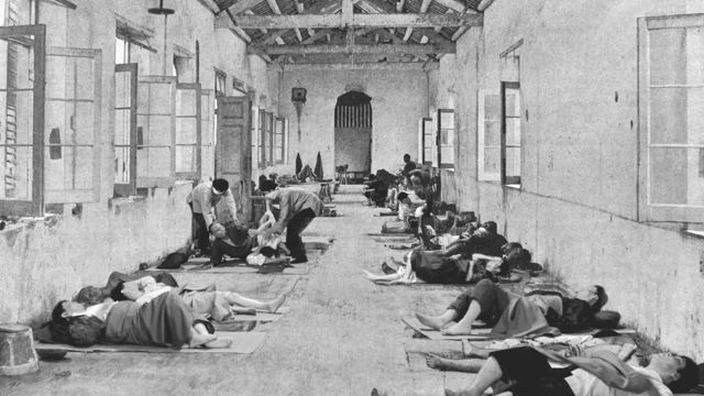
Pestiférés couchés dans un atelier de verrerie utilisé comme hôpital de fortune, Hong Kong, 1894.

Selon Adrien Proust (père de l'écrivain), alors expert international dans le domaine de la peste, la peste à Canton aurait causé la mort de 100 000 personnes, dans une relative indifférence européenne « car il ne s'agissait il est vrai que de chinois ». En fait, l'inquiétude grandit lorsque la peste touche Hong Kong, importante place commerciale britannique depuis 1842.
La proximité du Tonkin sous protectorat français depuis 1884, et celle de l'Inde britannique, font craindre une propagation de la peste selon les mêmes routes commerciales que les épidémies de choléra. Jusqu'alors, la navigation à voile, trop lente, interdisait à la peste (maladie à évolution rapide) de traverser les océans. Avec la navigation à vapeur, la peste peut atteindre n'importe quel port dans le monde,.

### Extensions
Les cas de peste de la troisième pandémie sont signalés dans plus d'une centaine de pays. Ils surviennent essentiellement dans les villes portuaires ayant de forts liens commerciaux avec la Grande-Bretagne, ce qui représenterait soixante-dix-sept ports sur les cinq continents atteints en une dizaine d'années.

#### Vers l'est et le sud par le Pacifique
La peste atteint Taiwan et le Japon en 1896. Au Japon, des premiers cas sporadiques sont signalés en 1896 à Yokohama, d'autres surviennent à Osaka (1898) et Tokyo (1903), mais sans entrainer de graves épidémies,.
De nombreux pays insulaires d'Indonésie et d'Océanie, qui n'avaient jamais connu la peste, sont touchés par la troisième pandémie entre 1896 et 1900, comme la Nouvelle-Zélande et la Nouvelle-Calédonie. Singapour est touchée en 1896, Manille en 1900 et l'île de Java en 1911.

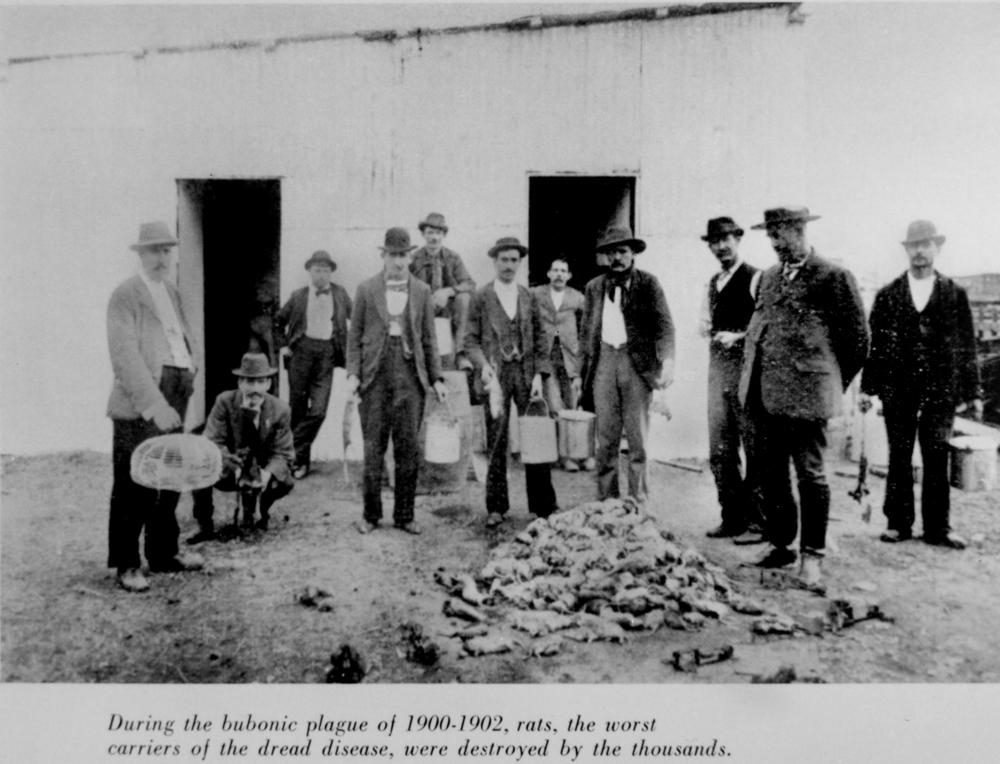
Destruction de rats durant la peste de Brisbane (1900-1902).

L'Australie est atteinte en 1899 à Brisbane, puis à Sydney en 1900 où l'épidémie fait 1 363 victimes. La peste se maintient dans des foyers côtiers, mais sans  jamais pénétrer à l'intérieur du pays. Les mesures prises consistent à isoler les quartiers atteints, à évacuer les habitants, et à dératiser de façon massive. Le dernier cas survient à Sydney en 1923,.
Les États-Unis sont touchés à partir d'Hawaï (1899) : d'Honolulu  à San Francisco en 1900. La peste est apportée par les rats du navire marchand Australia qui accoste à San Francisco le 2 janvier 1900. Le premier cas de peste est découvert dans Chinatown, mais les autorités locales refusent d'abord de la reconnaitre, avant d'accuser la communauté chinoise en demandant la vaccination d'Haffkine, mais uniquement sur les chinois. Ce qui suscite, de la part de la communauté chinoise et des autorités fédérales, des accusations de racisme contre la municipalité de San Francisco.
Finalement, la ville effectue des mesures actives de dératisation en 1903. Une deuxième vague de peste survient après le séisme de 1906, mais la réaction immédiate est efficace et le dernier cas de peste à San Francisco est signalé en 1908. Au total, l'épidémie de San Francisco  compte 280 cas et 172 décès. D'autres ports américains sont touchés comme La Nouvelle-Orléans (1914) et Oakland (1919), mais avec peu de cas grâce aux mesures préventives prises.
La dernière épidémie de peste pneumonique en milieu urbain aux États-Unis est celle de Los Angeles (1924-1925).

#### Vers l'ouest par le sous-continent indien

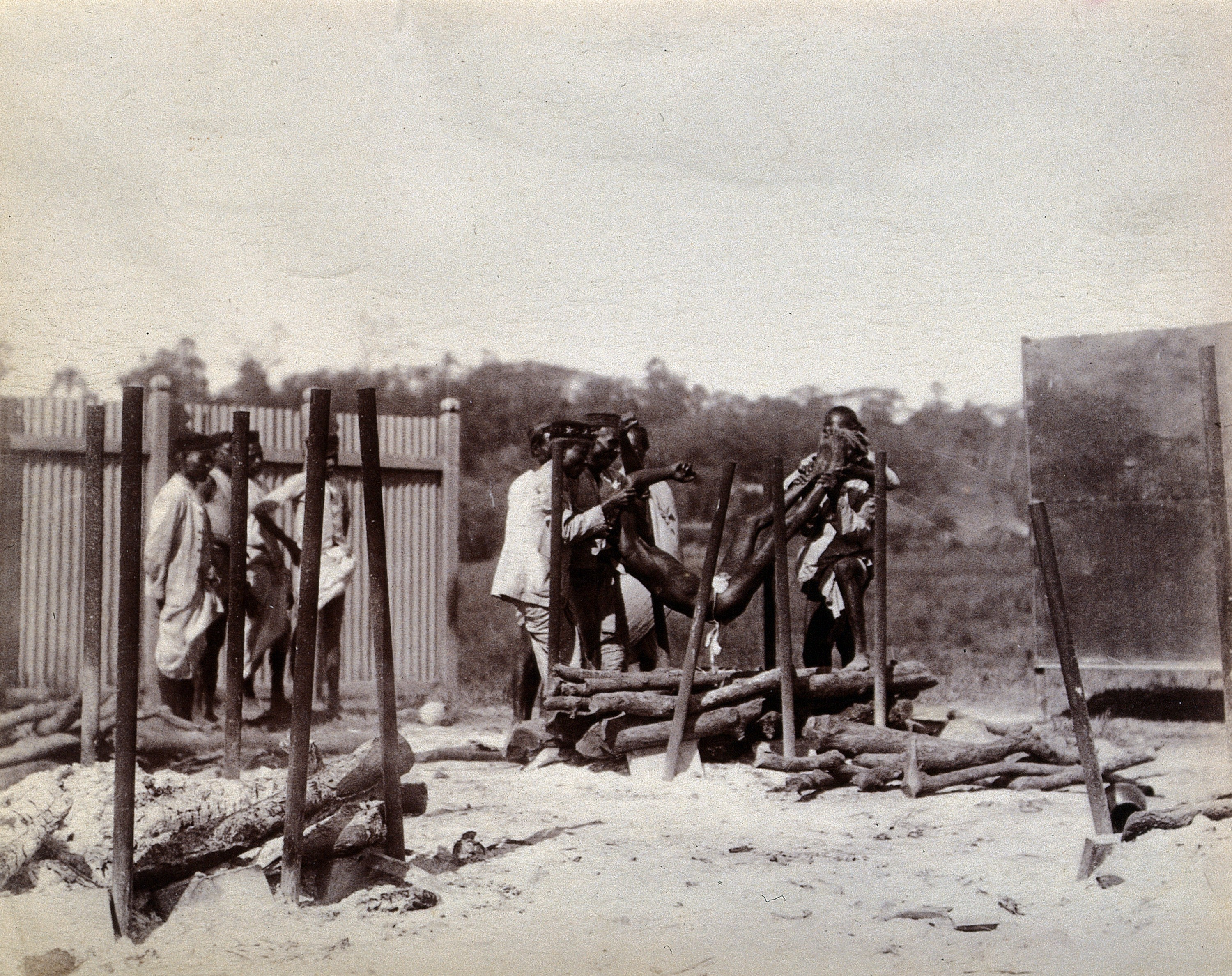
Dépôt d'un cadavre de pestiféré sur un bûcher avant sa crémation hindouiste, Bombay 1896-1897.

En 1896, la peste apparait soudainement dans le port de Bombay, probablement venue de Hong-Kong. Les contemporains accusent une troupe de fakirs venue de Garhwal, région montagneuse située au contrefort de l'Himalaya. La peste prend une forme pneumonique et près d'un quart de la population de Bombay émigre vers l'intérieur du pays en propageant la peste jusqu'en Afghanistan.
De Bombay, la peste suit les lignes de chemin de fer et, de façon encore plus rapide les lignes maritimes. Tous les ports importants de l'Inde britannique sont touchés comme Karachi (1897) et Calcutta (1898). Karachi devient une plaque tournante de la pandémie, de par l'importance de ses liaisons ferroviaires et maritimes. Ceylan est touché en 1914.
En 1898, la peste est à Tamatave, ville portuaire de Madagascar, pour devenir endémique dans le pays (Tananarive, 1921). La Réunion (à Saint Louis) et l'île Maurice sont aussi touchées en 1898 et 1899,.
La peste fait le tour de la mer d'Arabie, du golfe Persique et de la mer Rouge. Des cas de peste se déclarent à Djeddah en 1897, mais La Mecque n'est pas touchée. Elle franchit le canal de Suez à partir de 1896 pour toucher la Turquie, la méditerranée orientale et les pays du Maghreb. La peste se réinstalle en Égypte à partir d'Alexandrie. L'Algérie est touchée en 1899 (Philippeville) et 1900 (Oran), la peste s'installe durablement (Alger, 1912). La Tunisie et le Maroc sont atteints en 1907.

#### En Europe
L'Europe est atteinte par voie maritime, par réintroductions répétées depuis le sous-continent indien. Les premiers cas européens connus surviennent en septembre et octobre 1896, lorsque deux marins meurent de peste à bord d'un navire sur la Tamise, amarré à Londres, en provenance de Bombay. À Vienne, un accident de laboratoire se produit en 1898, plusieurs personnes se contaminent auprès d'animaux de laboratoire inoculés par une souche bactérienne importée de Bombay. En 1900, une épidémie de peste se produit à Glasgow, en Écosse, faisant 37 victimes.

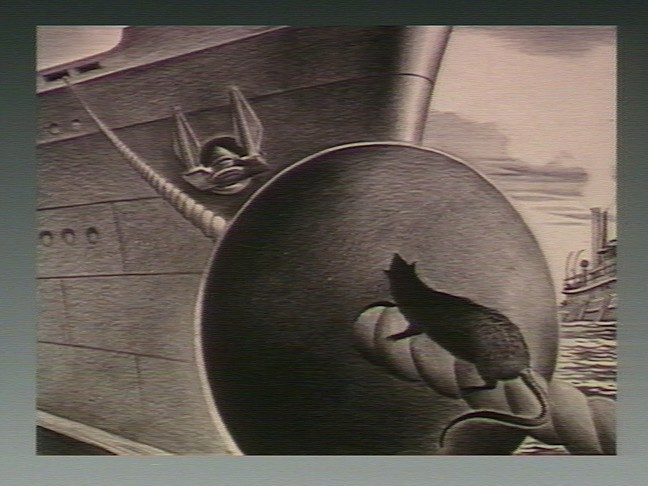
Simple mais efficace : un disque garde-rats sur câble d'amarrage empêche les rats de monter à bord, comme de descendre à quai.

De 1896 à 1947, des cas de peste se produisent dans près de 25 ports européens, maritimes ou fluviaux, géographiquement dispersés, de 11 pays. Il s'agit de petites épidémies rapidement circonscrites, mais qui peuvent se répéter annuellement.
Le Portugal est le pays le plus touché : Porto et Lisbonne à partir de 1899. De 1899 à 1928, Lisbonne connait dix années avec des cas de peste. Les ports européens les plus souvent atteints sont Marseille avec treize années de peste de 1902 à 1936, comme Le Pirée de 1913 à 1930, et Liverpool avec neuf années de peste de 1901 à 1926.
Paris est atteint par voie fluviale en 1917 et surtout en 1920 (une centaine de cas et 34 morts, épidémie dite « peste des chiffonniers »). Quelques cas de peste se répèteront jusqu'en 1930.
Des parties de l'Europe restent indemnes de peste, comme les pays scandinaves qui rapportent des cas de polio et de choléra, mais aucun cas de peste sous cette troisième pandémie. En Europe de l'Est, quelques ports sont touchés comme Odessa (1902) et Kaliningrad (1947).
Au total, selon les données officielles, 1 692 cas de peste (la majeure partie au Portugal) et 457 morts sont signalés dans des ports européens de 1899 à 1947. Il s'agit d'une sous-évaluation, car des cas de peste peuvent passer inaperçus en temps de guerre, ou cachés pour des raisons militaires (Tarente, 1945, 30 cas et 15 décès). Des historiens donnent une fourchette haute estimée à 7000 morts de peste en Europe entre 1899 et 1950, ce qui pourrait être une sur-évaluation par confusion lors de la grippe espagnole.

#### Amérique latine et Afrique subsaharienne
Du Portugal, la peste atteint l'Amérique du Sud : d'abord au Paraguay, où elle s'introduit à Asuncion par bateau fluvial. En 1900, la maladie s'étend à l'Argentine (Buenos Aires et Rosario) et au Brésil (Bahia, Rio de Janeiro). Puis c'est le tour du Pérou, du Chili et la Bolivie, et en 1908 de l'Équateur. La peste s'installe dans les populations de rongeurs sauvages des régions de montagne. Le Pérou reconnait officiellement plus de 20 000 cas de peste entre 1903 et 1930.
D'Amérique du Sud, la peste passe en Afrique du Sud (Le Cap et Port Elisabeth) en 1901. Là aussi, la peste s'installe chez les rongeurs sauvages de l'intérieur des terres avec une épidémie de peste pneumonique en 1914 à Tarkastad.
La même année, en 1914, la peste est importée au Sénégal, soit de Guinée portugaise soit du Maroc, elle diffuse le long de la côte vers Saint Louis en suivant la voie ferrée, puis elle s'étend au Congo belge, en Tanzanie et en Ouganda.

### Apogées
Les épidémies les plus meurtrières sont survenues en Chine et en Inde britannique. En une seule année (1892 ou 1894), l'épidémie de peste qui débute à Canton fait 30 000 victimes.

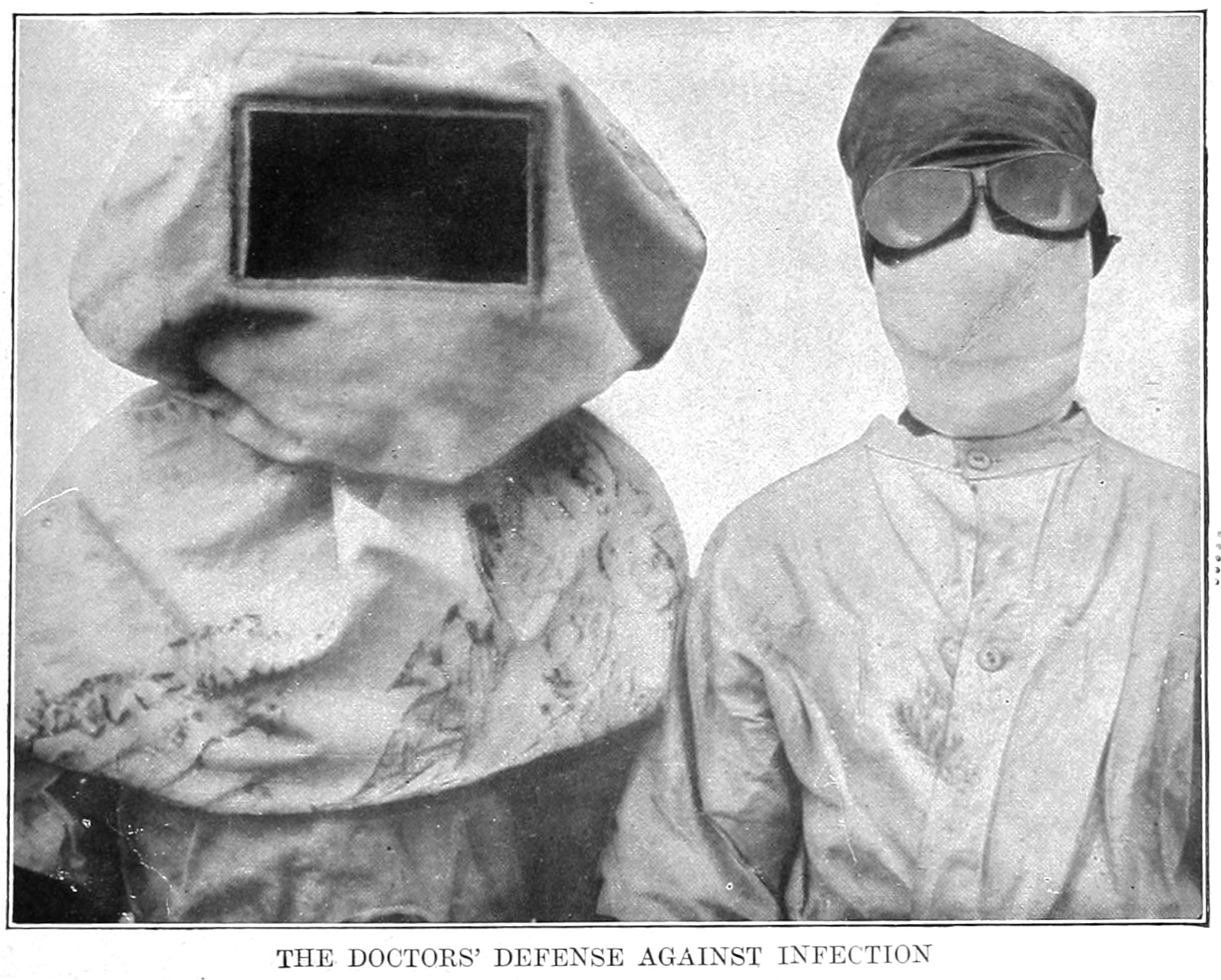
Protection de deux médecins durant l'épidémie de peste pulmonaire de Manchourie en 1914.

Une épidémie de peste pneumonique survient en Mandchourie. Les premiers cas sont observés en avril 1910 à Manzhouli. Ils sont liés à la chasse à la marmotte sibérienne pour sa fourrure très recherchée, d'autant plus que par chimie industrielle on pouvait réaliser des imitations de vison et zibeline, fourrures beaucoup plus chères (mode qui venait d'être lancée à Londres et à Paris). Une main-d'œuvre chinoise bon marché, vivant dans des conditions misérables, est embauchée pour cette activité de chasse et de dépeçage, ce qui réveille un foyer endémique ancien où la marmotte était une espèce-réservoir de peste,.
L'épidémie explose entre octobre 1910 et février 1911, elle se propage le long des lignes ferroviaires touchant Harbin en novembre, Moukden en janvier et jusqu'à Pékin avec une incidence de 2 à 3 cas pour mille habitants.
En quelques mois, la peste de Mandchourie, avec une létalité proche de 100 %  fait près de 60 000 morts,. Des tranchées sont creusées à la dynamite dans la terre gelée où les cadavres sont arrosés de pétrole et brûlés. C'est la première épidémie à faire l'objet d'une large couverture médiatique, en France par des journaux comme  Le Petit Journal ou le Journal des voyages. Dans son numéro du 18 mars 1911, le journal L'Illustration présente un article sur cette épidémie avec des photographies de bûchers, ce qui consacre l'avènement du reportage photographique,
D'autres vagues épidémiques meurtrières se répètent en 1917 et 1920-1921, l'ensemble totalisant 350 000 décès par peste pulmonaire, le plus souvent de peste pulmonaire secondaire, complication de peste septicémique.
En Inde, dans les premières années qui suivent 1903, la peste tue un million de personnes par an. En 1930, un rapport officiel de la commission de médecine coloniale britannique  indique que, de 1898 à 1918, plus de douze millions d'indiens sont morts de peste,.
Pour un article plus général, voir Peste en Inde.

### Déclin et flambées mineures
À partir des années 1920, la peste décline dans le monde entier en redevenant enzootique, mais des flambées mineures sont recensées jusqu'à la Seconde Guerre mondiale à partir de foyers endémiques, anciens ou nouveaux (créés par la troisième pandémie). Elles surviennent par petites épidémies, soit dans des zones rurales, soit le long de lignes maritimes commerciales. Les zones portuaires des pays développés ou sous contrôle de puissances coloniales sont mieux protégées par un système de contrôle sanitaire.
La seconde guerre mondiale désorganise ce système sanitaire, notamment en méditerranée. La peste portuaire réapparait sous forme épidémique en Égypte, le long du canal de Suez, et en Palestine britannique, alors qu'au Maroc après 9 ans d'absence, la peste est plutôt d'origine rurale (plusieurs milliers de cas de 1940 à 1945) avec des épidémies à Marrakech (1940) et Casablanca (1941 et 1944-45).
En Algérie, la peste est essentiellement portuaire (158 cas déclarés de 1935 à 1950) à Oran et Alger. La Tunisie compte une quarantaine de cas entre 1940 et 1945. À Malte, une épidémie portuaire fait 75 cas et 20 décès en 1945.
Les dernières épidémies de peste en Italie et en France surviennent en 1945, ce sont celles de Tarente (30 cas dont 15 décès) et d'Ajaccio (13 cas dont 10 décès).
Dans les années 1950, le nombre mondial annuel des cas de peste chute de 5 000 cas à moins de 500 cas. Les autorités de l'OMS proclament alors la fin de la troisième pandémie de peste. Cependant de nombreux auteurs considèrent qu'elle est toujours en cours, car depuis cette date, des épidémies locales en sont directement issues, que ce soit celles du Vietnam (années 1970), de l'Inde (1994), d'Algérie (2003) ou de Madagascar (2017),,.

## Réactions internationales
La survenue de la peste de Chine (ou 3e pandémie de peste) force les grandes puissances commerciales à coopérer, et la Chine impériale à adopter l'approche occidentale des soins médicaux et de santé publique.

### Conférences sanitaires internationales (1896-1912)
Pour un article plus général, voir Conférences sanitaires internationales.

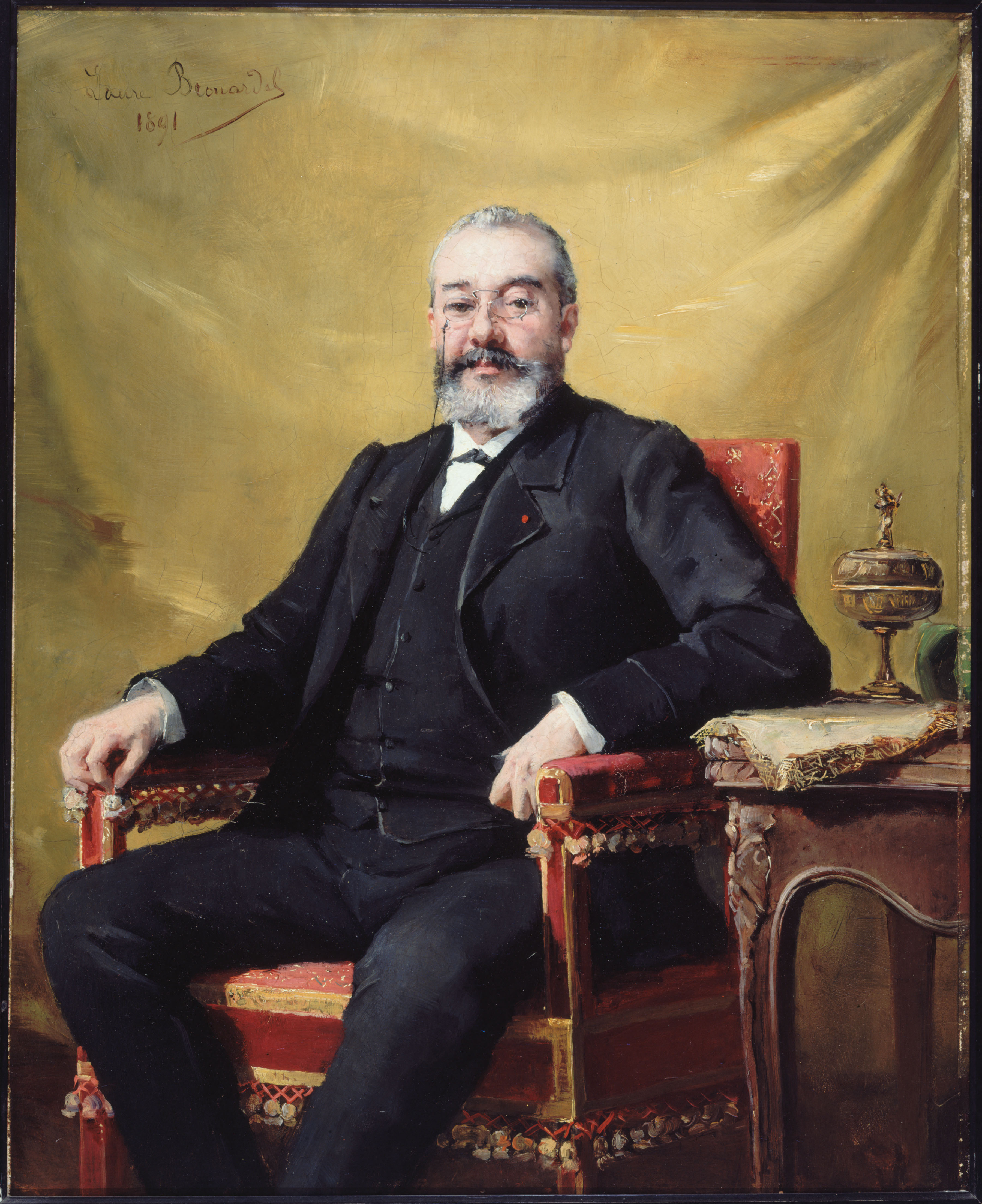
Portrait du docteur Adrien Proust, père de Marcel Proust, par Laure Brouardel(1852-1935). L'idée d'Adrien Proust, émise en 1897, d'une Union Internationale Sanitaire ne sera réalisée qu'en 1908, cinq ans après sa mort.

La peste de Chine est évoquée lors de la 7e conférence sanitaire internationale (Venise, 1892) principalement axée sur le choléra. Mais lorsque Londres est touché à l'automne 1896, un début d'accord est trouvé lors de la 10e conférence sanitaire convoquée à Venise en 1897 et spécifiquement consacrée à la peste,,.
Jusqu'alors, les pays européens se divisaient en pays partisans de la quarantaine (comme la France) et pays désireux d'alléger ou d'abandonner ce système (comme la Grande-Bretagne) jugé inefficace contre le choléra en constituant une entrave à la liberté du commerce. L'extension européenne de la peste, sa réputation redoutable, et les nouvelles découvertes scientifiques sur sa transmission, amènent les Britanniques à revoir leur position,.
De la 10e conférence sanitaire (Venise, 1897) à la 12e conférence (Paris, 1912), il a été convenu :
- de la nécessité de promouvoir la recherche médicale sur la peste ;
- d'étendre et d'aménager les prescriptions sanitaires en usage contre le choléra à la peste, en tenant compte des travaux scientifiques ;
- d'adopter le principe de la création d'un Office international de la Santé, concrétisé en 1908 sous la forme Office International d'Hygiène Publique basé à Paris et qui est l'ancêtre de l'OMS.

Concrètement, un système de règlements est mis en place pour contrôler le transport commercial international ferroviaire et maritime. Par exemple, les navires marchands ne sont plus « validés » par leur port de départ, mais mieux contrôlés par des médecins hygiénistes du port d'arrivée. Tous les navires entrant en Europe, bâtiment et cargaison, équipage et passagers, font l'objet d'un contrôle hygiénique et sanitaire. Ce système n'a pas empêché la survenue d'épidémies portuaires, mais elles furent petites et limitées.

### Conférence de Mukden (1911)
L'épidémie de peste de Manchourie, qui débute en 1910, entraine la tenue d'un congrès scientifique international à Mukden (devenu Shenyang) du 3 au 28 avril 1911, c'est la première conférence internationale à se tenir en Chine. Cette conférence, organisée par la Chine impériale est dite conférence des « dix mille nations » (dix mille étant une expression chinoise pour signifier « beaucoup » ou le « maximum possible »). Elle réunit en fait les représentants de onze nations : Allemagne, Autriche-Hongrie, Chine, États-Unis, France, Grande-Bretagne, Italie, Japon, Mexique, Pays-Bas et Russie.

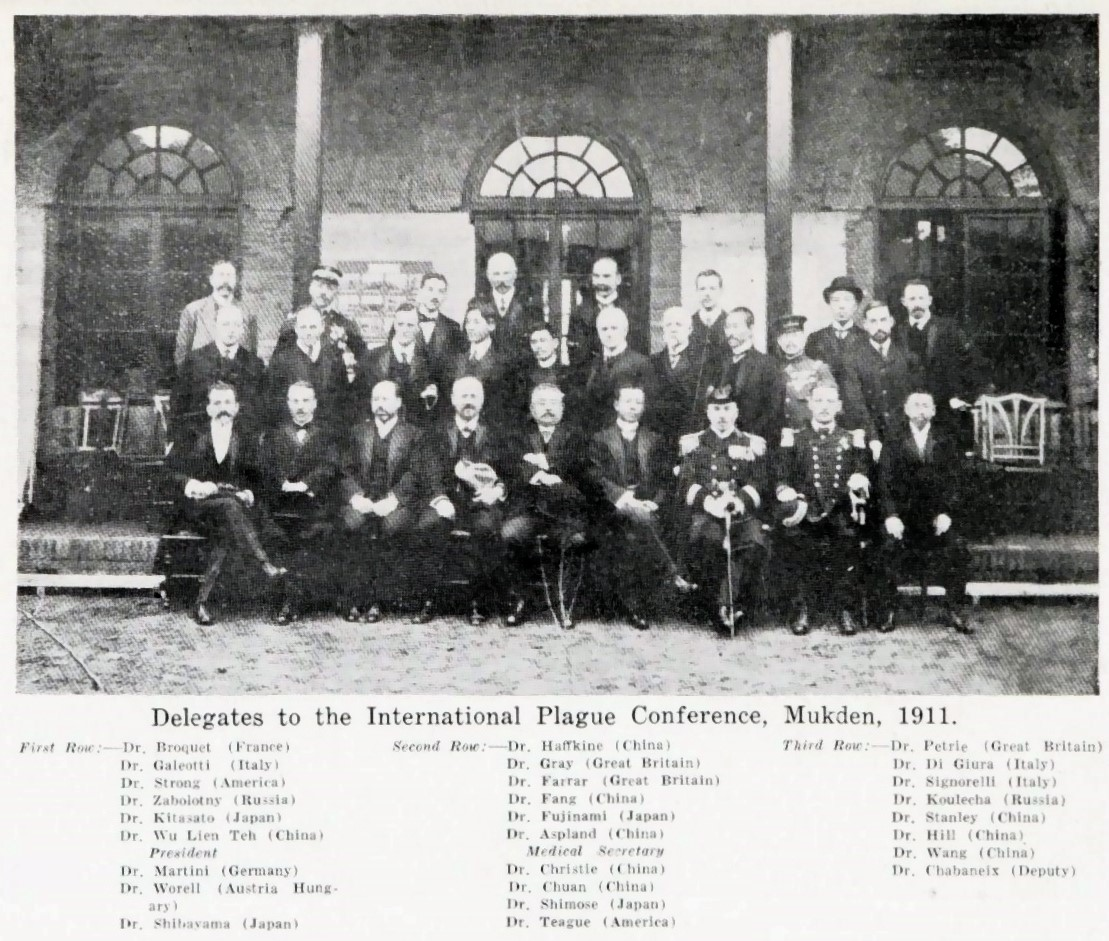
Les délégués de la Conférence de Mukden (1911). Au premier rang (5e et 6e en partant de la gauche) Kitasato et Wu lien-teh. Les Français sont Charles Broquet au premier rang (1e à gauche) et Joseph Chabaneix au troisième rang (1er à droite).

Malgré les dissensions politiques, la peste accélère la coopération internationale pour gérer le réseau ferroviaire de la Chine du nord-est. Selon le traité de Portsmouth (1905), ce réseau était partagé entre trois puissances : la Russie (pour la part du trans-sibérien), la Chine impériale (de Shenyang à Pékin), et le Japon (pour la région frontalière avec la Corée). À cela, s'ajoutent d'autres puissances mondiales intéressées à utiliser ce réseau pour leurs échanges commerciaux,.
La conférence est présidée par Wu Lien-teh (1879-1960), médecin d'origine chinoise (sino-malais) formé à l'université de Cambridge. C'est lui qui a confirmé la nature pulmonaire de la peste de Mandchourie et recommandé des équipements de protection respiratoire, comme le port de masques. Outre Wu Lien-teh, les délégués les plus influents sont Kitasato (Japon) et les représentants des États-Unis, de la Russie et de la Grande-Bretagne.
La France est représentée par Charles Broquet, de l'institut Pasteur de Saïgon, et Joseph Chabaneix, professeur à l'école impériale de médecine de Tianjin. Chabaneix avait pour collègue Gérald Mesny mort de la peste en janvier 1911. Victor Segalen le remplaça pour être le second de Chabaneix qui meurt lui-même de typhus en avril 1913,.
La conférence de Mukden aboutit à reconnaissance de mesures préventives communes, notamment la création, en 1912, d'un Service mandchou de prévention de la peste  où Russes, Chinois et Japonais collaborent (surveillance et observation, passeport sanitaire, quarantaine et port de masque, hôpitaux et centres de soins…) au moins durant la première décennie de la république de Chine.

## Bilan et approches épidémiologiques
Pour cette troisième pandémie de peste, les sources indiquent près de 60 000 morts en Mandchourie (1910-1911), et sur la période 1900-1950, près de 12,5 millions de morts dans les seules Indes britanniques. Alors que dans la même période, pour les pays développés (Europe et Amérique du Nord), on ne compte officiellement que quelques centaines de décès le plus souvent limités à des zones portuaires (un peu moins de 500 en Europe, dont une cinquantaine en France, et plus de 300 aux États-Unis),,.
Des historiens proposent pour la même période près de 15 millions de morts en Inde et en Extrême-Orient, 30 000 morts en Amérique latine, jusqu'à 7 000 morts en Europe, et près de 500 aux États-Unis.
Cette différence entre l'Orient et l'Occident s'expliquerait d'une part, par les mesures de protection mises en œuvre, les conditions socio-économiques et hygiéniques des populations, et d'autre part des facteurs biologiques et environnementaux variables selon les continents,.

### Mesures sanitaires
Dans les pays développés, la peste suscite une nouvelle hygiène urbaine, par l'amélioration de l'habitat et la réduction des bas quartiers misérables, taudis et autres bidonvilles.

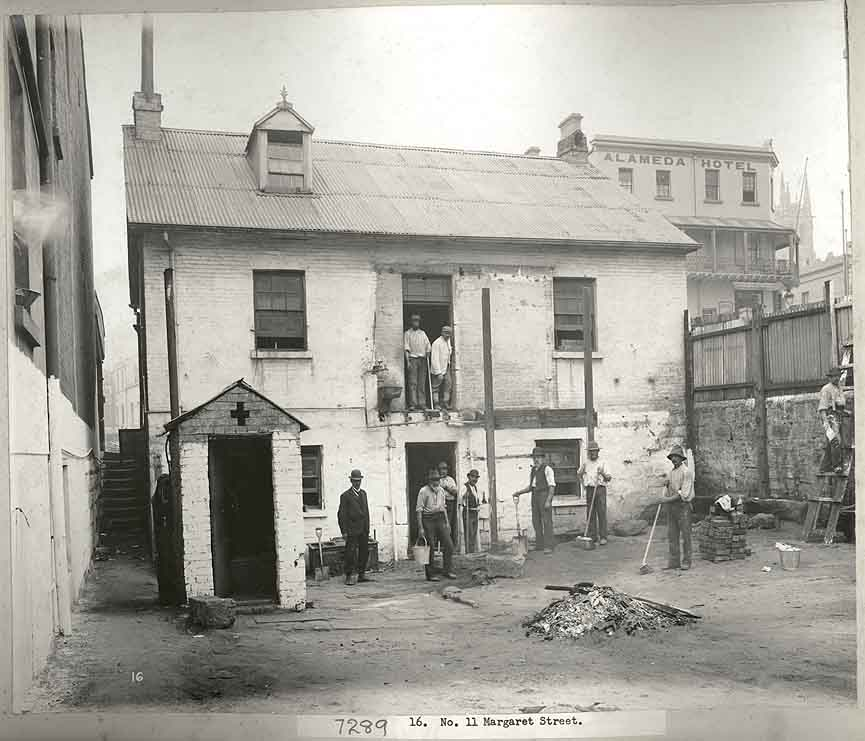
Nettoyage de taudis en épidémie de peste, Sydney 1900.

Dans les ports, outre les mesures séculaires d'isolement et de quarantaine, les nouvelles connaissances acquises en début de pandémie (voir la section État du savoir) permettent d'orienter la lutte contre les rongeurs et leurs puces : dératisations régulières, garde-rats, nouveaux navires « rat-proof » s'opposant à la circulation des rongeurs à l'intérieur des navires. Les grandes villes portuaires adoptent une mise aux normes des silos et entrepôts de céréales, des systèmes d'égouts et de traitement des eaux usées.
Selon Henri Mollaret, les torpillages massifs de bateaux marchands durant la deuxième guerre mondiale ont contribué à réduire la dissémination de la peste en détruisant les vieux cargos infestés de rats.
Ce système sanitaire, s'il a limité la pandémie, n'a cependant pas empêché l'installation de la peste à l'intérieur des terres en Afrique et dans les Amériques. Ce qui peut être lié à des facteurs sociaux, comme le manque d'hygiène et la promiscuité de populations rurales ou défavorisées porteuses d'ectoparasites transmetteurs de peste par piqûre ou par leurs fécès.

### Facteurs biologiques
Contrairement aux pandémies précédentes de peste, la troisième pandémie a touché les cinq continents, essentiellement par le rat noir Rattus rattus apporté par navires, en établissant de nouveaux foyers endémiques liés aux rongeurs sauvages locaux. C'est le cas du sud-ouest des États-Unis, du foyer sud-américain centré sur le Pérou, et de foyers africains (Afrique centrale et du sud, Madagascar), où la peste humaine et des rongeurs sauvages s'est maintenue jusqu'au XXIe siècle,.
En revanche, la peste ne s'est pas maintenue en Europe et en Australie. Outre l'élévation du niveau de vie, de l'hygiène publique et personnelle, d'autres facteurs environnementaux ou biologiques sont mis en avant, tels que, :
- la nature des sols et du climat : un foyer sauvage de peste s'établit au mieux dans les régions de hauts-plateaux en climat aride ou semi-aride, lesquels n'existent pas en Europe.
- la présence ou l'absence de rongeurs sauvages susceptibles de devenir des espèces-réservoirs. Les rongeurs sauvages européens, infectés par Yersinia pseudotuberculosis seraient résistants à la peste par immunité croisée. Ce dernier phénomène pourrait expliquer l'extension minime de la troisième pandémie en Europe[21],[23].

De même, la présence majoritaire du rat gris Rattus norvegicus en Europe peut rendre compte du contraste entre les épizooties massives de rongeurs en Asie, et celles minimes de l'Europe.

### Agent causal
Il s'agit de la bactérie Yersinia pestis, découverte en 1894. En 1951, l'espèce est divisée en trois types ou biovars : antiqua, medievalis et orientalis qui seraient responsables respectivement de la première, deuxième et troisième pandémies humaines. Cette théorie, d'abord dominante, est rediscutée depuis la fin du XXe siècle avec l'avènement de la paléogénomique.
La troisième pandémie est bien celle de Yersinia pestis type orientalis, mais ces souches responsables dérivent de la seconde pandémie liée elle aussi à orientalis,. Deux hypothèses sont en présence : le scénario d'une peste noire européenne qui retourne en Asie à la fin du XVIIIe siècle, ou celui d'un foyer endémique sauvage situé en Asie centrale/Europe de l'Est, d'où la peste humaine émerge selon les fluctuations du climat et le trafic commercial.

## État du savoir

### La maladie

#### Peste bubonique
Ce fut lors de cette épidémie qu'Alexandre Yersin découvrit et décrivit le bacille responsable de cette maladie, nommé d'abord Bacterium pestis jusqu'en 1900, puis Bacillus pestis jusqu'en 1923, puis Pasteurella pestis (selon la préférence de Yersin) auquel on donna finalement le nom de Yersinia pestis en 1970.
Constatant l'importance du nombre de cadavres de rats dans les rues, Yersin les soupçonne d'être les propagateurs de la maladie. D'autres chercheurs avaient déjà noté la concordance entre la peste des rats et la peste humaine. Yersin va montrer que le bacille de la peste des rats est le même que celui de la peste humaine. Ces premiers résultats vont permettre à Yersin de mettre au point, deux ans plus tard, un premier sérum antipesteux qui a un succès inégal.
Mais il fallut encore quelques années pour comprendre le rôle des puces infectant les rats dans la transmission de la peste. Ce sont les observations de Paul-Louis Simond en 1898 qui a remplacé Yersin à Bombay en 1896, qui vont permettre la découverte de la responsabilité de la puce dans la transmission de la maladie. Les travaux d'Arthur William Bacot (1866-1922), du Lister Institute of Preventive Medicine, et de Charles James Martin, en 1914, vont montrer comment la peste était transmise par la puce, « par certains individus souffrant d'un blocage temporaire à l'entrée de l'estomac (...) responsables de la majorité des infections ».
À partir de 1947, Marcel Baltazard (1908-1971) montre le rôle des rongeurs sauvages comme espèces-réservoirs de peste, transmise aux rongeurs domestiques.

#### Peste pulmonaire
Lors de la peste de Mandchourie (1910-1911), Wu Lien-teh établit une transmission aérienne rapprochée et recommande le port de masques en tissu, mais sa théorie est contestée, notamment par les Français qui s'en tiennent à la transmission par puce de rat. Gérald Mesny, qui refusait le port du masque, meurt en trois jours en soignant des malades atteints de peste pulmonaire. Plusieurs types de masque anti-épidémie sont mis au point dont celui des Japonais, et celui du français Charles Broquet. L'efficacité de ces masques historiques, parfois trop difficiles à porter, n'a pas été démontré,.
Au début du XXIe siècle, si la réalité de la transmission aérienne et l'extrême gravité de la peste pulmonaire sont bien établies, la discussion persiste sur le degré exact de contagiosité, à cause des difficultés d'évaluation et de résultats divergents selon les épidémies de peste pulmonaires étudiées. Des publications récentes font état d'un taux de reproduction plutôt bas de 1,3,.

### Traitements

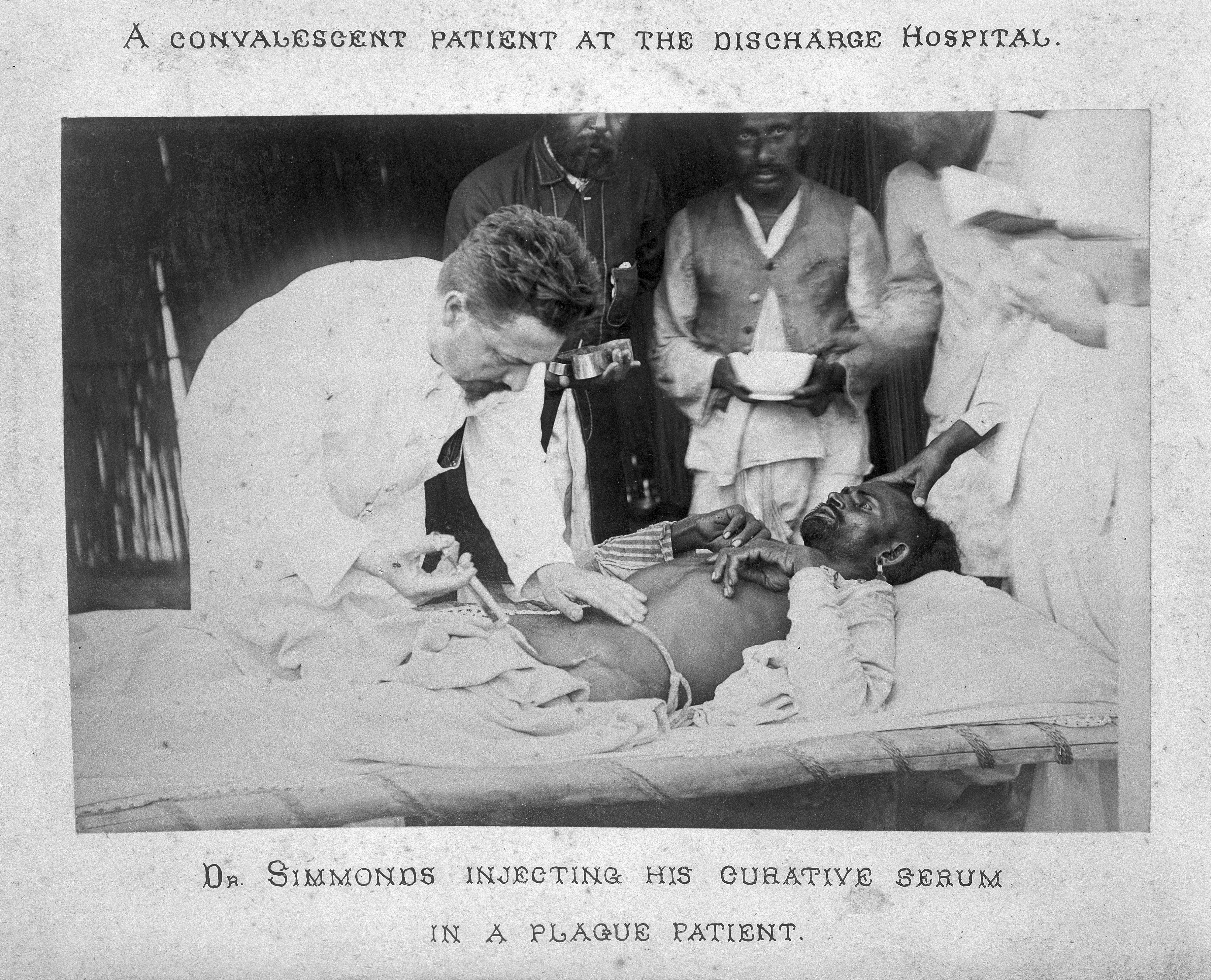
Paul-Louis Simond injectant du sérum anti-peste, Karachi 1897.

En 1896, avec l'aide des pasteuriens de Paris, Yersin met en œuvre une sérothérapie contre la peste. Les premiers résultats encourageants de Hong Kong  incitent à diffuser la méthode, mais le manque de standardisation du produit (sérums provenant de divers animaux selon les pays, doses thérapeutiques variables) donne des résultats moins convaincants. La protection obtenue est de courte durée avec des effets secondaires importants. Les études statistiques de l'époque n'étaient pas des essais randomisés contrôlés, mais la sérothérapie aurait été bénéfique en réduisant la mortalité de la peste bubonique de moitié, en l'abaissant à 35 %.
En 1897, Waldemar Haffkine met au point un premier vaccin contre la peste, à base d'une suspension bactérienne inactivée par la chaleur, qu'il teste sur le lapin avant de se l'inoculer à lui-même. 20 millions de doses du vaccin d'Haffkine (dit aussi lymphe d'Haffkine) sont administrées en Inde. En 1931, Georges Girard et Jean Robic produisent un vaccin vivant atténué à partir d'une souche de Madagascar, le vaccin EV. Ces vaccins ne protégeaient pas de la peste pneumonique, et les résultats sur la peste bubonique restent controversés. Ils perdent leur intérêt avec l'arrivée de l'antibiothérapie, des insecticides et rodenticides. Les vaccins disponibles contre la peste sont abandonnés à la fin du XXe siècle.
Une chimiothérapie efficace contre la peste débute en 1937 avec l'utilisation de sulfamidés (la mortalité est abaissée à 20 %), mais c'est l'arrivée de la streptomycine en 1947 qui apporte une amélioration spectaculaire en guérissant tous les cas de peste bubonique, voire de peste septicémique prise à temps (mortalité abaissée à environ 7 %).

## Anthropologie historique et sociale

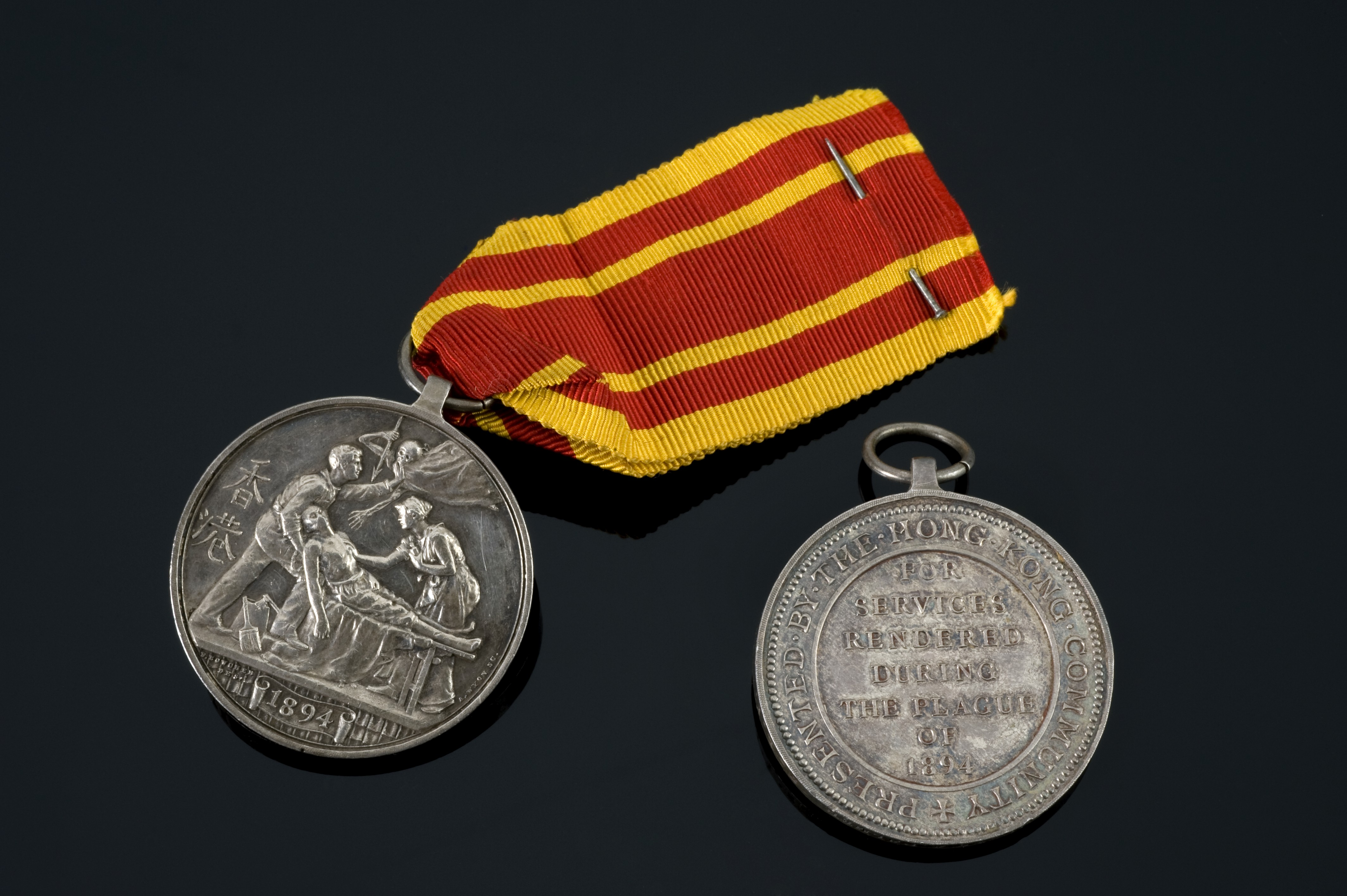
Médaille de Hong Kong, décernée aux membres du personnel militaire et policier, civil et de santé, qui ont œuvré contre la peste de Hong Kong en 1894.

La troisième pandémie de peste n'a guère laissé de trace dans la mémoire collective occidentale, car vécue de loin avec peu de conséquences pour les contemporains. Il s'agit cependant d'un important marqueur historique, qui révèle les inégalités d'un monde moderne globalisé.
Sur le plan écologique, cela se traduit par une « victoire » de la peste qui établit de nouveaux foyers sauvages permanents (qui sont ceux du XXIe siècle) sur la plupart des continents. Sur le plan de l'histoire sociale, la peste révèle la situation des grandes villes portuaires dans un monde colonial et mondialisé. Le processus d'urbanisation s'effectue par exode rural de populations de différentes cultures ou religions, en situation de misère sociale, s'établissant en milieu urbain dégradé.
Cette troisième pandémie coïncide avec une révolution biomédicale (médecine de laboratoire). Ici, c'est la médecine, la microbiologie et l'antibiothérapie qui « triomphent » de la peste humaine. Des jeunes scientifiques, convaincus d'en avoir les capacités et l'obligation, doivent composer avec des autorités qui mettent en balance le risque sanitaire avec des intérêts économiques et politiques, voire idéologiques.

### Xénophobie et racisme
Au début de la pandémie, la plupart des administrations sont encore sous l'influence des conceptions anciennes de la peste : la peste se propage par émanation à partir du corps du pestiféré et objets et marchandises qu'il manipule. En Inde et en Chine, les autorités coloniales pensent que la peste nait des masses indigènes les plus arriérées, en particulier du corps du coolie, source originelle de la peste. La Chine elle-même est un grand corps malade, un monde croulant sous les immondices et autres détritus,.

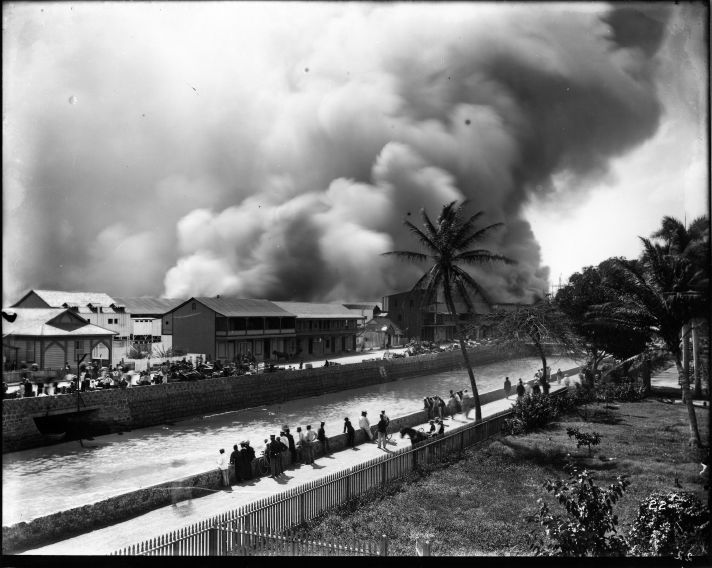
Destruction par le feu de, 1900.

Dès lors, les immigrés asiatiques jouent le rôle de bouc émissaire, la peste fait partie du péril jaune. Au territoire d'Hawaï, les travailleurs d'origine asiatique au contact de Blancs doivent passer une visite médicale. Le 20 janvier 1900, pour lutter contre la peste, le quartier chinois d'Honolulu est détruit par le feu, faisant 7 000 sans-abris. La peste retarde pour longtemps l'accès d'Hawaï au statut d'État des États-Unis, acquis en 1959.
En Californie, à San Francisco, la communauté asiatique peut mieux se défendre en invoquant le 14e amendement (égale protection de tous devant la loi), ce qui permet d'éviter vaccinations obligatoires et passeport sanitaire imposés à elle seule. En revanche, en Australie, les autorités sanitaires tiennent compte des acquis scientifiques : la peste est liée au rat et à sa puce, pas aux étrangers en tant que tels.
En Amérique du Sud, notamment en Argentine, ce sont les indiens jugés « arriérés » provenant de Bolivie et du Paraguay qui sont accusés. Toutefois la peste accélère le développement d'une médecine moderne d'origine européenne.
En Afrique du Sud, les accusés sont les Noirs jugés « immatures » dits Cafres. La peste est alors le début d'un apartheid pour raison sanitaire : c'est la création du premier quartier ségrégationniste de la ville du Cap : Ndabeni (en).
À Glasgow, ce sont les catholiques romains (euphémisme pour désigner les Irlandais) à l'hygiène douteuse qui sont en cause. À Paris, la peste de 1920 suscite un antisémitisme virulent contre les juifs d'Orient.

### Peste et biopolitique
Vers 1900, la biopolitique de la peste s'exprime par des mesures de contrôle où coexistent d'anciennes mesures séculaires et des pratiques nouvelles. Le corps médical et le corps administratif ne sont pas homogènes car une nouvelle avancée biomédicale mettait, à cette époque, une dizaine d'années avant d'être acceptée ou comprise par tous.

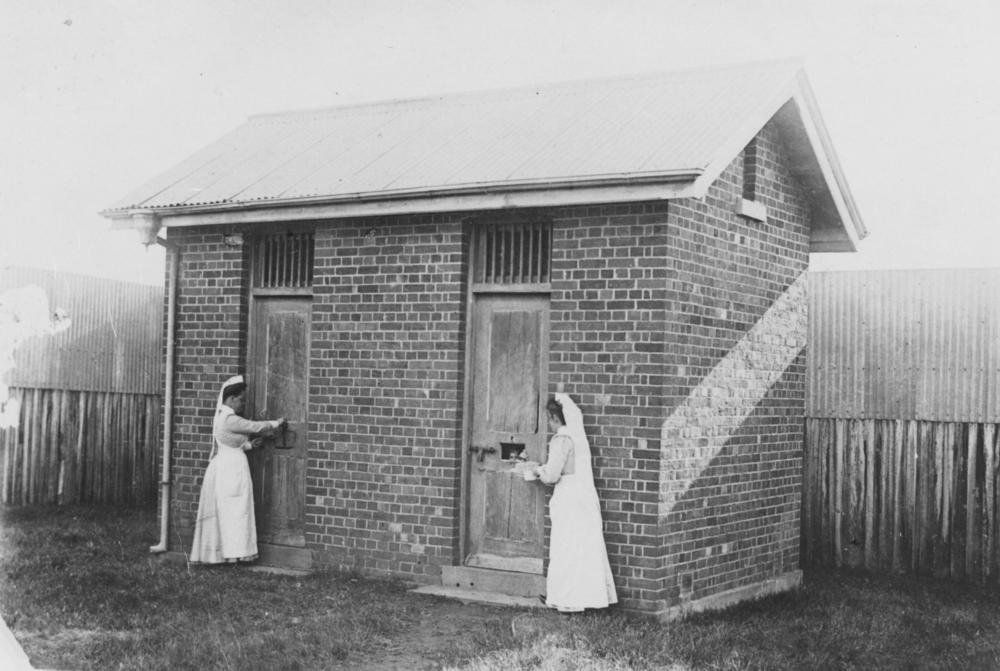
Pestiférés en isolement, servis par leur infirmière, Maryborough (Australie) en 1905.

Selon Echenberg, outre la nouvelle mesure de contrôle des rats, la peste se combat par la politique des « trois i », i comme isolement, incinération et inoculation. Cette politique est appliquée de façon drastique par moyens militaires et policiers qui suscitent ressentiments et résistance dans les populations.
Les quarantaines et les isolements de malades (pour dix à vingt jours) peuvent être d'une extrême rigueur, dans des conditions proches de la prison. En Mandchourie, les pestiférés et leurs familles peuvent être isolés dans des wagons sur voie ferrée,. Au Portugal, sur insistance de la France et de l'Espagne, la ville de Porto est encerclée militairement par un cordon sanitaire : des émeutes éclatent, obligeant le responsable local à se réfugier à Lisbonne.
Le feu est un moyen séculaire de purification : les vêtements, la literie, voire l'habitation du pestiféré sont incinérés. Cette destruction du peu de biens des plus pauvres aggrave leur situation. De nombreuses familles préfèrent cacher leurs malades et leurs morts. D'autres préfèrent s'enfuir, autant pour échapper à la peste qu'aux mesures prises.
La sérothérapie et la vaccination d'Haffkine n'offrent qu'une protection incomplète, et la biomédecine n'a pas encore de thérapie efficace contre la peste. De fait, à l'aube du XXe siècle, l'Asie sert de terrain de recherche et d’expérimentation à de nouvelles disciplines apparues en Occident, comme la bactériologie et l'immunologie.

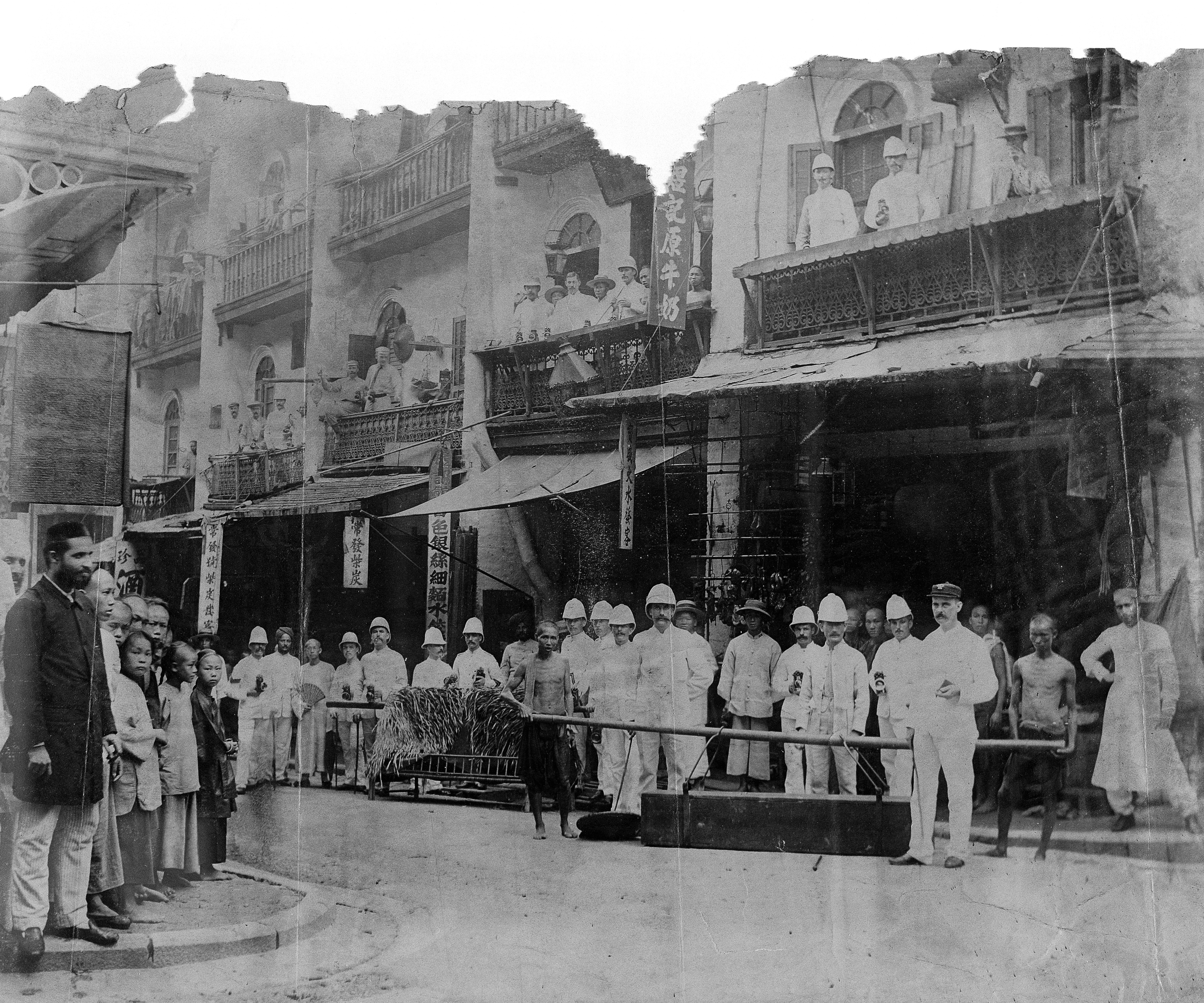
Militaires britanniques affectés au nettoyage d'un quartier pestiféré, posant derrière un cercueil (Hong Kong, 1894).

La peste, en tant que catastrophe sanitaire, apparait comme un fait social total, révélateur d'inégalités et des tensions profondes qui pré-existent dans une société : non seulement oppositions entre riches et pauvres ou attitude envers les minorités, mais aussi affrontements politiques, stratégies économiques de planification urbaine et industrielle, spéculation foncière… 
En Chine, elle détruit la confiance du peuple chinois envers ses élites. La catastrophe est vécue comme un dérangement de l'ordre cosmique qui signe l'incompétence des dirigeants : elle  annonce la fin d'une dynastie, en l'occurrence celle des Qing. La gestion brutale de la peste, en Chine comme en Inde, favorise les nationalismes contre les Empires coloniaux et les administrations traditionnelles qui leur sont plus ou moins liées.
Selon Lynteris, la troisième pandémie de peste ne peut se réduire à une histoire linéaire biomédicale, faite d'une opposition binaire entre modernité et traditions, où des civilisateurs gèrent le fardeau de masses arriérées. La peste ne peut être détachée de son contexte économique et politique d'impérialisme colonial ; elle s'accompagne aussi de changements culturels faits de continuités et de ruptures, comme d'influences réciproques,.